# حمید ناصحی
حمید ناصحی (زادهٔ ۱۳۵۶ در مشهد) روزنامه‌نگار و ترانه‌سرای ایرانی است.

## زندگی‌نامه
حمید ناصحی مبانی موسیقی را نزد اساتیدی همچون یعقوب صحاف، محمد نوری و بابک رادمنش آموخت. فعالیت روزنامه‌نگاری خود را از سال ۱۳۷۳ در هفته‌نامهٔ خاوران و روزنامهٔ توس آغاز کرد و سابقهٔ همکاری با نشریات مختلف را دارد.

## فعالیت‌های موسیقی
از دههٔ ۸۰ تا اواسط دههٔ ۹۰ عضو تحریریهٔ ماهنامهٔ هنر موسیقی بوده و از سال ۱۳۹۷ تاکنون سردبیر نشریهٔ باترانه است. علاوه بر نگارش و تهیهٔ ده‌ها یادداشت، نقد و پژوهش، با چهره‌هایی همچون منوچهر چشم‌آذر، آرتوش، ناصر چشم‌آذر، آرمیک دشچی، وانیک آوانسیان، روبرت نقلی، محمدعلی بهمنی، رحیم معینی کرمانشاهی، زویا زاکاریان، حمید حامی، حمیدرضا نوربخش، هوروش بند، مهدی یغمایی، سیامک عباسی، حسن ستار، همایون خسروی، احمد پژمان، یغما گلرویی، اهورا ایمان، افشین یداللهی، بهروز صفاریان، فرهنگ قاسمی، حجت اشرف‌زاده، سعید دبیری، همایون خواجه‌نوری، سون بند، پری زنگنه و چندین چهرهٔ شاخص دیگر گفت‌وگو کرده است. همچنین در سال‌های ۱۳۹۷ و ۱۳۹۸ به عنوان سردبیر و مجری تاک‌شوی موزیک‌نووا با شبکهٔ PMC همکاری داشته است.

## ترانه‌سرایی
حمید ناصحی در حوزهٔ ترانه‌سرایی با هنرمندانی مانند ایرج خواجه‌امیری، بابک رادمنش، داریوش اقبالی، تورج شعبانخانی، بهروز صفاریان، مجید رضازاده، همایون آرامفر و آرمن آساطوریان همکاری کرده است.